# Сиксмайлбридж
Сиксмайлбридж (англ. Sixmilebridge; ирл. Droichead Abhann Ó gCearnaigh, «мост реки О’Керни») — (переписной) посёлок в Ирландии, находится в графстве Клэр (провинция Манстер).
Местная железнодорожная станция была открыта 17 января 1859 года, закрыта 17 июня 1963 года, и вновь открыта 29 марта 2010 года.

## Демография
Население — 1659 человек (по переписи 2006 года). В 2002 году население составляло 1327.
Данные переписи 2006 года:
| Общие демографические показатели |               |                               |                               |      |      |
| Всё население                    | Всё население | Изменения населения 2002—2006 | Изменения населения 2002—2006 | 2006 | 2006 |
| 2002                             | 2006          | чел.                          | %                             | муж. | жен. |
| 1327                             | 1659          | 332                           | 25,0                          | 834  | 825  |

В нижеприводимых таблицах сумма всех ответов (столбец «сумма»), как правило, меньше общего населения населённого пункта (столбец «2006»).
| Религия (Тема 2 — 5 : Число людей по религиям, 2006) |             |                |             |            |       |      |
| Католики, чел.                                       | Католики, % | Другая религия | Без религии | не указано | сумма | 2006 |
| 1517                                                 | 91,4        | 57             | 69          | 16         | 1659  | 1659 |

| Этно-расовый состав (Этничность. Тема 2 — 3 : Постоянное население по этническому или культурному происхождению, 2006) |            |              |       |        |        |            |       |       |
| Белые ирландцы | Лухт-шулта | Другие белые | Негры | Азиаты | Другие | Не указано | сумма | 2006  |
| 1511 | 0          | 84           | 6     | 6      | 10     | 24         | 1641  | 1659  |
| Доля от всех отвечавших на вопрос, %                                                                                   |            |              |       |        |        |            |       |       |
| 92,1 | 0,0        | 5,1          | 0,4   | 0,4    | 0,6    | 1,5        | 100   | 98,91 |

1 — доля отвечавших на вопрос о языке от всего населения.
| Владение ирландским языком (Тема 3 — 1 : Число людей от 3 лет и старше по способности говорить по-ирландски, 2006) |      |            |       |       |
| Владеете ли Вы ирландским языком?                                                                                  |      |            |       |       |
| Да | Нет  | Не указано | сумма | 2006  |
| 648 | 881  | 35         | 1564  | 1659  |
| Доля от всех отвечавших на вопрос о языке, %                                                                       |      |            |       |       |
| 41,4 | 56,3 | 2,2        | 100   | 94,31 |

1 — доля отвечавших на вопрос о языке от всего населения.
| Использование ирландского языка (Тема 3 — 2 : Говорящие по-ирландски от 3 лет и старше по частоте использования ирландского языка, 2006) |                                                            |                                               |                                               |                                               |                                               |                                               |       |                                     |      |
| Как часто и где Вы говорите по-ирландски?                                                                                                |                                                            |                                               |                                               |                                               |                                               |                                               |       |                                     |      |
| ежедневно, только в образовательных учреждениях                                                                                          | ежедневно, как в образовательных учреждениях, так и вне их | в других местах (вне образовательной системы) | в других местах (вне образовательной системы) | в других местах (вне образовательной системы) | в других местах (вне образовательной системы) | в других местах (вне образовательной системы) | сумма | всего, отвечавших на вопрос о языке | 2006 |
| ежедневно, только в образовательных учреждениях                                                                                          | ежедневно, как в образовательных учреждениях, так и вне их | ежедневно                                     | каждую неделю                                 | реже                                          | никогда                                       | не указано                                    | сумма | всего, отвечавших на вопрос о языке | 2006 |
| 182 | 11                                                         | 8                                             | 29                                            | 238                                           | 176                                           | 4                                             | 648   | 1564                                | 1659 |
| Доля от всех отвечавших на вопрос о языке, %                                                                                             |                                                            |                                               |                                               |                                               |                                               |                                               |       |                                     |      |
| 11,6 | 0,7                                                        | 0,5                                           | 1,9                                           | 15,2                                          | 11,3                                          | 0,3                                           | 41,4  | 100                                 |      |

| Типы частных жилищ (Тема 6 — 1(a) : Число частных домовладений по типу размещения, 2006) |          |         |                 |            |       |      |
| Отдельный дом                                                                            | Квартира | Комната | Переносные дома | не указано | сумма | 2006 |
| 556                                                                                      | 7        | 0       | 0               | 10         | 573   | 1659 |